# 長坂高根バスストップ
長坂高根バスストップ（ながさかたかねバスストップ）は、山梨県北杜市にある中央自動車道上のバス停留所である。
県道32号と中央自動車道が交差する付近にあり、長坂ICの出口にも近い。
案内上のバス停名は中央道長坂高根である。バス利用者のための無料駐車場がある。

## 停車する路線
- 岡谷・上諏訪 - 新宿線（中央高速バス、山梨交通・アルピコ交通・京王バス・フジエクスプレス・JRバス関東）
須玉BS - 長坂高根BS - 八ヶ岳BS
- 甲府 - 京都・大阪線（クリスタルライナー、山梨交通・近鉄バス）
桐の木 - 長坂高根BS - 八ヶ岳BS
- 甲府 - 名古屋線（名古屋ライナー甲府号、山梨交通・JR東海バス）
須玉BS - 長坂高根BS - 八ヶ岳BS
- 山梨 - 大阪線（トラビスジャパン）
双葉東BS - 長坂高根BS - 辰野BS（乗換地）

## バス停へのアクセス
- 長坂駅、日野春駅、小淵沢駅より北杜市民バス 五町田西町停留所から徒歩7分。
- 長坂駅よりタクシー10分。徒歩45分。